# 3018 Godiva
3018 Godiva este un asteroid din centura principală, descoperit pe 21 mai 1982 de Edward Bowell.